# 圣安德烈德克吕济耶尔
圣安德烈-德克吕济耶尔（法語：Saint-André-de-Cruzières，法語發音：[sɛ̃t‿ɑ̃dʁe də kʁyzjɛʁ]）是法国阿尔代什省的一个市镇，属于拉让蒂耶尔区。

## 地理
圣安德烈-德克吕济耶尔（44°18'53"N, 4°12'59"E）面积19.81 平方千米，位于法国奥弗涅-罗讷-阿尔卑斯大区阿尔代什省，该省份为法国东南部内陆省份，北起顺时针与卢瓦尔省、伊泽尔省、德龙省、沃克吕兹省、加尔省、洛泽尔省和上盧瓦爾省接壤。
与圣安德烈-德克吕济耶尔接壤的市镇（或旧市镇、城区）包括：巴讷、博略、贝里亚斯和卡斯泰尔若、圣保罗勒热讷、圣索沃尔-德克吕济耶尔、库里、圣布雷斯。
圣安德烈-德克吕济耶尔的时区为UTC+01:00、UTC+02:00（夏令时）。

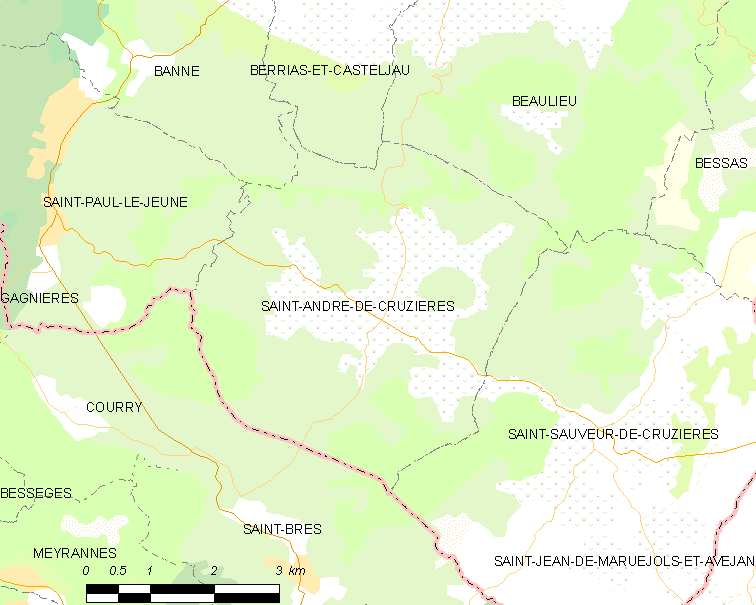
圣安德烈-德克吕济耶尔的OSM定位图

## 行政
圣安德烈-德克吕济耶尔的邮政编码为07460，INSEE市镇编码为07211。

## 政治
圣安德烈-德克吕济耶尔所属的省级选区为阿尔代什塞文县。

## 人口
圣安德烈-德克吕济耶尔于2022年1月1日时的人口数量为464人。

1962-2008年间圣安德烈-德克吕济耶尔人口变化图示